# Jonas Knudsen
Jonas Hjort Knudsen (* 16. září 1992, Esbjerg, Dánsko) je dánský fotbalový obránce a reprezentant, hráč dánského klubu Esbjerg fB.

## Klubová kariéra
V profesionální kopané debutoval v dresu dánského klubu Esbjerg fB. V sezóně 2012/13 vyhrál s týmem dánský fotbalový pohár.

## Reprezentační kariéra
Hrál za dánské reprezentační výběry od kategorie U18.
Zúčastnil se Mistrovství Evropy hráčů do 21 let 2015 konaného v Praze, Olomouci a Uherském Hradišti.
V A-týmu Dánska debutoval 28. 5. 2014 v utkání v Kodani proti týmu Švédska (výhra 1:0).